# Marieulles-Vezon
Marieulles-Vezon és un municipi francès, situat al departament del Mosel·la i a la regió del Gran Est. L'any 2007 tenia 564 habitants.

## Demografia

### Població
El 2007 la població de fet de Marieulles-Vezon era de 564 persones. Hi havia 208 famílies, de les quals 32 eren unipersonals (12 homes vivint sols i 20 dones vivint soles), 64 parelles sense fills, 96 parelles amb fills i 16 famílies monoparentals amb fills.
La població ha evolucionat segons el següent gràfic:
Habitants censats

### Habitatges
El 2007 hi havia 226 habitatges, 210 eren l'habitatge principal de la família, 4 eren segones residències i 11 estaven desocupats. 214 eren cases i 11 eren apartaments. Dels 210 habitatges principals, 189 estaven ocupats pels seus propietaris, 18 estaven llogats i ocupats pels llogaters i 3 estaven cedits a títol gratuït; 2 tenien dues cambres, 8 en tenien tres, 41 en tenien quatre i 159 en tenien cinc o més. 177 habitatges disposaven pel capbaix d'una plaça de pàrquing. A 76 habitatges hi havia un automòbil i a 122 n'hi havia dos o més.

### Piràmide de població
La piràmide de població per edats i sexe el 2009 era:
| Homes | Edats   | Dones |
| ----- | ------- | ----- |
| 0     | 95 o +  | 0     |
| 0     | 90 a 94 | 0     |
| 0     | 85 a 89 | 4     |
| 0     | 80 a 84 | 0     |
| 12    | 75 a 79 | 16    |
| 16    | 70 a 74 | 4     |
| 12    | 65 a 69 | 16    |
| 24    | 60 a 64 | 8     |
| 4     | 55 a 59 | 16    |
| 28    | 50 a 54 | 24    |
| 24    | 45 a 49 | 36    |
| 28    | 40 a 44 | 20    |
| 20    | 35 a 39 | 16    |
| 20    | 30 a 34 | 20    |
| 4     | 25 a 29 | 12    |
| 24    | 20 a 24 | 20    |
| 16    | 15 a 19 | 24    |
| 16    | 10 a 14 | 24    |
| 16    | 5 a 9   | 16    |
| 28    | 0 a 4   | 4     |

## Economia
El 2007 la població en edat de treballar era de 409 persones, 290 eren actives i 119 eren inactives. De les 290 persones actives 271 estaven ocupades (150 homes i 121 dones) i 19 estaven aturades (10 homes i 9 dones). De les 119 persones inactives 40 estaven jubilades, 45 estaven estudiant i 34 estaven classificades com a «altres inactius».

### Ingressos
El 2009 a Marieulles-Vezon hi havia 249 unitats fiscals que integraven 668 persones, la mediana anual d'ingressos fiscals per persona era de 23.093,5 €.

### Activitats econòmiques
Dels 21 establiments que hi havia el 2007, 8 eren d'empreses de construcció, 2 d'empreses de comerç i reparació d'automòbils, 2 d'empreses d'hostatgeria i restauració, 1 d'una empresa d'informació i comunicació, 6 d'empreses de serveis i 2 d'entitats de l'administració pública.
Dels 6 establiments de servei als particulars que hi havia el 2009, 1 era un guixaire pintor, 1 fusteria, 1 lampisteria, 1 electricista, 1 empresa de construcció i 1 perruqueria.
L'any 2000 a Marieulles-Vezon hi havia 10 explotacions agrícoles que ocupaven un total de 602 hectàrees.

## Equipaments sanitaris i escolars
El 2009 hi havia 1 escola maternal integrada dins d'un grup escolar amb les comunes properes formant una escola dispersa i 1 escola elemental integrada dins d'un grup escolar amb les comunes properes formant una escola dispersa.

## Poblacions més properes
El següent diagrama mostra les poblacions més properes.